# Oncodamus
Oncodamus is een geslacht van spinnen uit de familie Nicodamidae.

## Soorten
- Oncodamus bidens (Karsch, 1878)
- Oncodamus decipiens Harvey, 1995